# Grand Prix Bahrajnu 2009

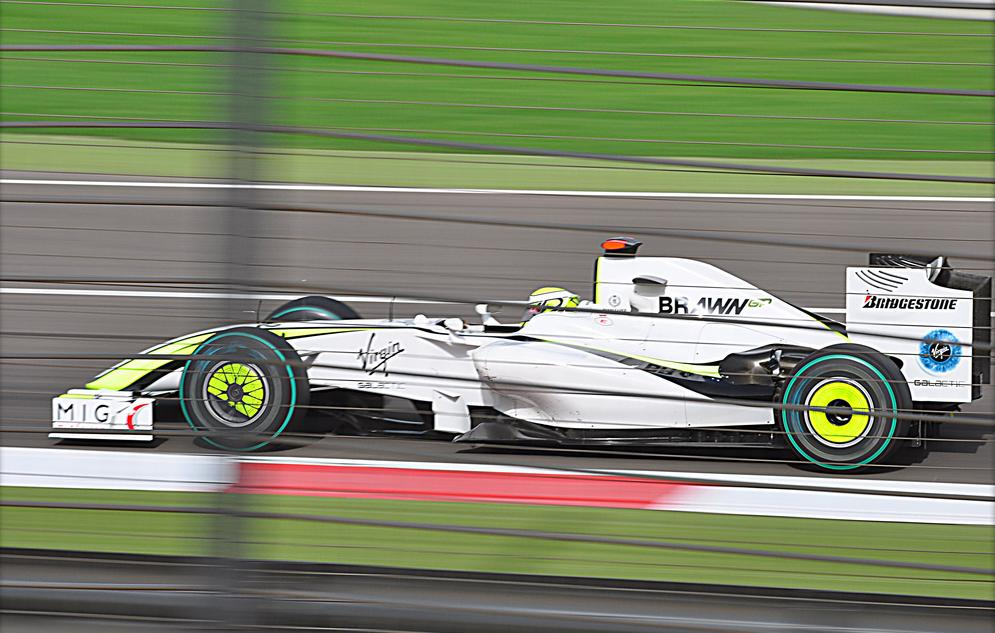
Jenson Button podczas Grand Prix Bahrajnu 2009

Wyniki Grand Prix Bahrajnu, czwartej rundy Mistrzostw Świata Formuły 1 w sezonie 2009.

## Wyniki

### Sesje treningowe
| Sesja | Nr | Kierowca       | Konstruktor      | Czas     | Okr. |
| ----- | -- | -------------- | ---------------- | -------- | ---- |
| 1     | 1  | Lewis Hamilton | McLaren-Mercedes | 1:33.647 | 19   |
| 2     | 16 | Nico Rosberg   | Williams-Toyota  | 1:33.339 | 36   |
| 3     | 10 | Timo Glock     | Toyota           | 1:32.605 | 16   |

### Kwalifikacje
| Poz. | Nr | Kierowca             | Konstruktor          | Q1       | Q2       | Q3       | Poz. s. |
| --- | --- | -------------------- | -------------------- | -------- | -------- | -------- | ------- |
| 1 | 9 | Jarno Trulli         | Toyota               | 1:32.779 | 1:32.671 | 1:33.431 | 1       |
| 2 | 10 | Timo Glock           | Toyota               | 1:33.165 | 1:32.613 | 1:33.712 | 2       |
| 3 | 15 | Sebastian Vettel     | Red Bull-Renault     | 1:32.680 | 1:32.474 | 1:34.015 | 3       |
| 4 | 22 | Jenson Button        | Brawn-Mercedes       | 1:32.978 | 1:32.842 | 1:34.044 | 4       |
| 5 | 1 | Lewis Hamilton       | McLaren-Mercedes     | 1:32.851 | 1:32.877 | 1:34.196 | 5       |
| 6 | 23 | Rubens Barrichello   | Brawn-Mercedes       | 1:33.116 | 1:32.842 | 1:34.239 | 6       |
| 7 | 7 | Fernando Alonso      | Renault              | 1:33.627 | 1:32.860 | 1:34.578 | 7       |
| 8 | 3 | Felipe Massa         | Ferrari              | 1:33.297 | 1:33.014 | 1:34.818 | 8       |
| 9 | 16 | Nico Rosberg         | Williams-Toyota      | 1:33.672 | 1:33.166 | 1:35.134 | 9       |
| 10 | 4 | Kimi Räikkönen       | Ferrari              | 1:33.117 | 1:32.827 | 1:35.380 | 10      |
| 11 | 2 | Heikki Kovalainen    | McLaren-Mercedes     | 1:33.479 | 1:33.242 | -        | 11      |
| 12 | 17 | Kazuki Nakajima      | Williams-Toyota      | 1:33.221 | 1:33.242 | -        | 12      |
| 13 | 5 | Robert Kubica        | BMW Sauber           | 1:33.495 | 1:33.487 | -        | 13      |
| 14 | 6 | Nick Heidfeld        | BMW Sauber           | 1:33.377 | 1:33.562 | -        | 14      |
| 15 | 8 | Nelson Piquet Jr.    | Renault              | 1:33.608 | 1:33.941 | -        | 15      |
| 16 | 20 | Adrian Sutil         | Force India-Mercedes | 1:33.722 | -        | -        | 19      |
| 17 | 12 | Sébastien Buemi      | Toro Rosso-Ferrari   | 1:33.753 | -        | -        | 16      |
| 18 | 21 | Giancarlo Fisichella | Force India-Mercedes | 1:33.910 | -        | -        | 17      |
| 19 | 14 | Mark Webber          | Red Bull-Renault     | 1:34.038 | -        | -        | 18      |
| 20 | 11 | Sébastien Bourdais   | Toro Rosso-Ferrari   | 1:34.159 | -        | -        | 20      |
| Poz. | Nr | Kierowca             | Konstruktor          | Q1       | Q2       | Q3       | Poz. s. |
| \| Legenda \| Legenda \| \| ------------------------ \| ---------------------------------------------------------------------------------------------------------------------------------------------------------------------------------------------------------------------------------------------------------------- \| \| Poz. Nr Q1 Q2 Q3 Poz. s. \| Pozycja zajęta w sesji kwalifikacyjnej Numer startowy kierowcy Wynik uzyskany w pierwszej części kwalifikacji Wynik uzyskany w drugiej części kwalifikacji Wynik uzyskany w trzeciej części kwalifikacji Pozycja startowa po uwzględnięniu kar, przesunięć, itp. \| | |                      |                      |          |          |          |         |
| Legenda | |                      |                      |          |          |          |         |
| Poz. Nr Q1 Q2 Q3 Poz. s. | Pozycja zajęta w sesji kwalifikacyjnej Numer startowy kierowcy Wynik uzyskany w pierwszej części kwalifikacji Wynik uzyskany w drugiej części kwalifikacji Wynik uzyskany w trzeciej części kwalifikacji Pozycja startowa po uwzględnięniu kar, przesunięć, itp. |                      |                      |          |          |          |         |

### Wyścig
| P                 | + / –     | Nr | Kierowca             | Konstruktor          | Okr. | Czas / Strata | Komentarz       |
| ----------------- | --------- | -- | -------------------- | -------------------- | ---- | ------------- | --------------- |
| 1                 | 3         | 22 | Jenson Button        | Brawn-Mercedes       | 57   | 1h31:48.182   |                 |
| 2                 | 1         | 15 | Sebastian Vettel     | Red Bull-Renault     | 57   | +0:07.187     |                 |
| 3                 | 2         | 9  | Jarno Trulli         | Toyota               | 57   | +0:09.170     |                 |
| 4                 | 1         | 1  | Lewis Hamilton       | McLaren-Mercedes     | 57   | +0:22.096     |                 |
| 5                 | 1         | 23 | Rubens Barrichello   | Brawn-Mercedes       | 57   | +0:37.779     |                 |
| 6                 | 4         | 4  | Kimi Räikkönen       | Ferrari              | 57   | +0:42.057     |                 |
| 7                 | 5         | 10 | Timo Glock           | Toyota               | 57   | +0:42.880     |                 |
| 8                 | 1         | 7  | Fernando Alonso      | Renault              | 57   | +0:52.775     |                 |
| 9                 | Bez zmian | 16 | Nico Rosberg         | Williams-Toyota      | 57   | +0:58.198     |                 |
| 10                | 5         | 8  | Nelson Piquet Jr.    | Renault              | 57   | +1:05.149     |                 |
| 11                | 7         | 14 | Mark Webber          | Red Bull-Renault     | 57   | +1:07.641     |                 |
| 12                | 1         | 2  | Heikki Kovalainen    | McLaren-Mercedes     | 57   | +1:17.824     |                 |
| 13                | 7         | 11 | Sébastien Bourdais   | Toro Rosso-Ferrari   | 57   | +1:18.805     |                 |
| 14                | 6         | 3  | Felipe Massa         | Ferrari              | 56   | +1 okr.       |                 |
| 15                | 2         | 21 | Giancarlo Fisichella | Force India-Mercedes | 56   | +1 okr.       |                 |
| 16                | 3         | 20 | Adrian Sutil         | Force India-Mercedes | 56   | +1 okr.       |                 |
| 17                | 1         | 12 | Sébastien Buemi      | Toro Rosso-Ferrari   | 56   | +1 okr.       |                 |
| 18                | 5         | 5  | Robert Kubica        | BMW Sauber           | 56   | +1 okr.       |                 |
| 19                | 5         | 6  | Nick Heidfeld        | BMW Sauber           | 56   | +1 okr.       |                 |
| Niesklasyfikowani |           |    |                      |                      |      |               |                 |
|                   |           | 17 | Kazuki Nakajima      | Williams-Toyota      | 48   |               | ciśnienie oleju |
| P                 | + / –     | Nr | Kierowca             | Konstruktor          | Okr. | Czas / Strata | Komentarz       |

### Najszybsze okrążenie
| Nr | Kierowca     | Konstruktor | Czas     | Okr. |
| -- | ------------ | ----------- | -------- | ---- |
| 9  | Jarno Trulli | Toyota      | 1:34.556 | 10   |

## Lista startowa
| Nr | Kierowca             | Zespół                       | Samochód          | Silnik               | Opony |
| -- | -------------------- | ---------------------------- | ----------------- | -------------------- | ----- |
| 1  | Lewis Hamilton       | Vodafone McLaren Mercedes    | McLaren MP4-24    | Mercedes-Benz FO108W | B     |
| 2  | Heikki Kovalainen    | Vodafone McLaren Mercedes    | McLaren MP4-24    | Mercedes-Benz FO108W | B     |
| 3  | Felipe Massa         | Scuderia Marlboro Ferrari    | Ferrari F60       | Ferrari 056          | B     |
| 4  | Kimi Räikkönen       | Scuderia Marlboro Ferrari    | Ferrari F60       | Ferrari 056          | B     |
| 5  | Robert Kubica        | BMW Sauber F1 Team           | BMW F1.09         | BMW P86/9            | B     |
| 6  | Nick Heidfeld        | BMW Sauber F1 Team           | BMW F1.09         | BMW P86/9            | B     |
| 7  | Fernando Alonso      | ING Renault F1 Team          | Renault R29       | Renault RS27-2009    | B     |
| 8  | Nelson Piquet Jr.    | ING Renault F1 Team          | Renault R29       | Renault RS27-2009    | B     |
| 9  | Jarno Trulli         | Panasonic Toyota Racing      | Toyota TF109      | Toyota RVX-09        | B     |
| 10 | Timo Glock           | Panasonic Toyota Racing      | Toyota TF109      | Toyota RVX-09        | B     |
| 11 | Sébastien Bourdais   | Scuderia Toro Rosso          | Toro Rosso STR04  | Ferrari 056          | B     |
| 12 | Sébastien Buemi      | Scuderia Toro Rosso          | Toro Rosso STR04  | Ferrari 056          | B     |
| 14 | Mark Webber          | Red Bull Racing              | Red Bull RB5      | Renault RS27-2009    | B     |
| 15 | Sebastian Vettel     | Red Bull Racing              | Red Bull RB5      | Renault RS27-2009    | B     |
| 16 | Nico Rosberg         | AT&T WilliamsF1 Team         | Williams FW31     | Toyota RVX-09        | B     |
| 17 | Kazuki Nakajima      | AT&T WilliamsF1 Team         | Williams FW31     | Toyota RVX-09        | B     |
| 20 | Adrian Sutil         | Force India Formula One Team | Force India VJM02 | Mercedes-Benz FO108W | B     |
| 21 | Giancarlo Fisichella | Force India Formula One Team | Force India VJM02 | Mercedes-Benz FO108W | B     |
| 22 | Jenson Button        | Brawn GP Formula One Team    | Brawn BGP 001     | Mercedes-Benz FO108W | B     |
| 23 | Rubens Barrichello   | Brawn GP Formula One Team    | Brawn BGP 001     | Mercedes-Benz FO108W | B     |
| Nr | Kierowca             | Zespół                       | Samochód          | Silnik               | Opony |

## Klasyfikacja po wyścigu

### Kierowcy
| P  | +/− | Kierowca             | Starty | Punkty | P1 | P2 | P3 | PP | NO | NS |
| -- | --- | -------------------- | ------ | ------ | -- | -- | -- | -- | -- | -- |
| 1  | 0   | Jenson Button        | 4      | 31     | 3  | -  | 1  | 2  | 1  | -  |
| 2  | 0   | Rubens Barrichello   | 4      | 19     | -  | 1  | -  | -  | 1  | -  |
| 3  | 0   | Sebastian Vettel     | 4      | 18     | 1  | 1  | -  | 1  | -  | -  |
| 4  | +2  | Jarno Trulli         | 4      | 14,5   | -  | -  | 2  | 1  | 1  | 1  |
| 5  | −1  | Timo Glock           | 4      | 12     | -  | -  | 1  | -  | -  | -  |
| 6  | −1  | Mark Webber          | 4      | 9,5    | -  | 1  | -  | -  | -  | -  |
| 7  | +3  | Lewis Hamilton       | 4      | 9      | -  | -  | -  | -  | -  | -  |
| 8  | 0   | Fernando Alonso      | 4      | 5      | -  | -  | -  | -  | -  | -  |
| 9  | −2  | Nick Heidfeld        | 4      | 4      | -  | 1  | -  | -  | -  | -  |
| 10 | −1  | Heikki Kovalainen    | 4      | 4      | -  | -  | -  | -  | -  | 2  |
| 11 | 0   | Nico Rosberg         | 4      | 3,5    | -  | -  | -  | -  | 1  | -  |
| 12 | +4  | Kimi Räikkönen       | 4      | 3      | -  | -  | -  | -  | -  | -  |
| 13 | −1  | Sébastien Buemi      | 4      | 3      | -  | -  | -  | -  | -  | -  |
| 14 | −1  | Sébastien Bourdais   | 4      | 1      | -  | -  | -  | -  | -  | -  |
| 15 | 0   | Felipe Massa         | 4      | -      | -  | -  | -  | -  | -  | 2  |
| 16 | −2  | Adrian Sutil         | 4      | -      | -  | -  | -  | -  | -  | -  |
| 17 | +3  | Nelson Piquet Jr.    | 4      | -      | -  | -  | -  | -  | -  | 1  |
| 18 | −1  | Giancarlo Fisichella | 4      | -      | -  | -  | -  | -  | -  | -  |
| 19 | −1  | Kazuki Nakajima      | 4      | -      | -  | -  | -  | -  | -  | 3  |
| 20 | −1  | Robert Kubica        | 4      | -      | -  | -  | -  | -  | -  | 1  |
| P  | +/− | Kierowca             | Starty | Punkty | P1 | P2 | P3 | PP | NO | NS |

### Konstruktorzy
| P  | +/− | Konstruktor          | Starty | Punkty | P1 | P2 | P3 | PP | NO | NS |
| -- | --- | -------------------- | ------ | ------ | -- | -- | -- | -- | -- | -- |
| 1  | 0   | Brawn-Mercedes       | 8      | 50     | 3  | 1  | 1  | 2  | 2  | -  |
| 2  | 0   | Red Bull-Renault     | 8      | 27,5   | 1  | 2  | -  | 1  | -  | -  |
| 3  | 0   | Toyota               | 8      | 26,5   | -  | -  | 3  | 1  | 1  | 1  |
| 4  | 0   | McLaren-Mercedes     | 8      | 13     | -  | -  | -  | -  | -  | 2  |
| 5  | +1  | Renault              | 8      | 5      | -  | -  | -  | -  | -  | 1  |
| 6  | −1  | BMW Sauber           | 8      | 4      | -  | 1  | -  | -  | -  | 1  |
| 7  | 0   | Toro Rosso-Ferrari   | 8      | 4      | -  | -  | -  | -  | -  | -  |
| 8  | 0   | Williams-Toyota      | 8      | 3,5    | -  | -  | -  | -  | 1  | 3  |
| 9  | 0   | Ferrari              | 8      | 3      | -  | -  | -  | -  | -  | 2  |
| 10 | 0   | Force India-Mercedes | 8      | -      | -  | -  | -  | -  | -  | -  |
| P  | +/− | Konstruktor          | Starty | Punkty | P1 | P2 | P3 | PP | NO | NS |

### Waga bolidów
| Waga poszczególnych bolidów przed wyścigiem |
| ------------------------------------------- |
|                                             |

### Prowadzenie w wyścigu
| Nr                              | Kierowca         | Okrążenia           | Suma |
| ------------------------------- | ---------------- | ------------------- | ---- |
| 22                              | Jenson Button    | 13-15, 22-37, 41-57 | 36   |
| 10                              | Timo Glock       | 1-10                | 10   |
| 15                              | Sebastian Vettel | 16-19, 38-40        | 7    |
| 9                               | Jarno Trulli     | 11-12               | 2    |
| 4                               | Kimi Räikkönen   | 20-21               | 2    |
| \| Wykres \| \| ------ \| \| \| |                  |                     |      |
| Wykres                          |                  |                     |      |
|                                 |                  |                     |      |